# Kleingebiet Cegléd
Das Kleingebiet Cegléd (ungarisch Ceglédi kistérség) war bis Ende 2012 eine ungarische Verwaltungseinheit (LAU 1) im Südosten des Komitats Pest in Mittelungarn. Im Rahmen der Verwaltungsreform Anfang 2013 gelangten 12 der 15 Ortschaften (mit 89.261 Ew.) in den nachfolgenden Kreis Cegléd (ungarisch Ceglédi járás), die Ortschaften Kocsér, Nyársapát und die Stadt Nagykőrös (mit insgesamt 27.824 Ew.) wurden dem neu geschaffenen Kreis Nagykőrös (ungarisch Nagykőrösi járás) zugeordnet.
Ende 2012 lebten auf einer Fläche von 1.235,55 km² 117.085 Einwohner. Das Kleingebiet hatte die größte Fläche und die zweithöchste Bevölkerungszahl im Komitat. Die Bevölkerungsdichte lag mit 95 Einwohnern/km² halb so hoch wie die im gesamten Komitat.
Der Verwaltungssitz war Cegléd (36.384 Ew.), drei weitere Orte hatten das Stadtrecht: Nagykőrös (24.016 Ew.), Abony (14.769 Ew.) und Albertirsa (12.181 Ew.).

## Ortschaften
| Abony          | Albertirsa   | Cegléd      | Ceglédbercel  | Csemő     |
| Dánszentmiklós | Jászkarajenő | Kocsér      | Kőröstetétlen | Mikebuda  |
| Nagykőrös      | Nyársapát    | Tápiószőlős | Törtel        | Újszilvás |